# سيرجيو سيبالوس
سيرجيو سيبايوس (بالإسبانية: Sergio Ceballos)‏ (16 فبراير 1994 بتوريون في المكسيك - ) هو لاعب كرة قدم مكسيكي في مركز الدفاع. لعب مع سانتوس لاغونا ونادي بويبلا.

## روابط خارجية
- سيرجيو سيبالوس على موقع قاعدة بيانات كرة القدم.إي يو (الإنجليزية)
- سيرجيو سيبالوس على موقع Soccerway.com (الإنجليزية)
- سيرجيو سيبالوس على موقع AS.com (الإسبانية)